# Édison Toloza
Edison Toloza Colorado (Santa Bárbara (Nariño), 15 de junio de 1984) es un exfutbolista colombiano que jugaba como delantero centro o extremo. Conocido mundialmente como Toloteli de Barranquilla.

## Trayectoria

### Deportivo Pereira
Su primer club fue el Deportivo Pereira, donde se estrenó en el fútbol profesional en el año 2006, su talento en el club llegó a despertar interés en grandes equipos como millonarios, Cali, entre otros, sin embargo su siguiente club fue el Deportes Quindío.

### Deportes Quindío
En el 2007 disputó 34 partidos y anotó 23 goles en una gran temporada con el Deportes Quindío lo que le valió ser reconocido como una de las revelaciones de la temporada de la liga colombiana.

### Santa Fe
Fue transferido a inicios de 2008 al Santa Fe, club en el cual inició bien el año, pero luego fue decayendo en su juego y terminó en la suplencia, después de 3 goles en 36 partidos.

### Deportivo Pereira
En el 2009 es contratado como nuevo refuerzo del Deportivo Pereira. En este equipo hizo una buena temporada con 10 goles.

### América de Cali
Seis meses después llega al América de Cali como refuerzo anotando 7 goles en liga y 5 en la Copa Colombia 2010, se fue de esta institución ya que el nivel de juego del equipo era extremadamente bajo.

### Millonarios
Para el 2011 se daba como segura su llegada al Cúcuta Deportivo, sin embargo firmó finalmente con Millonarios, club con el cual logra el título de la Copa Colombia 2011.

### Monarcas Morelia
El 21 de diciembre de 2011 se confirma su préstamo por un año al Monarcas Morelia de la Primera División de México.

### Junior
A principios de junio de 2012 fue cedido al Puebla. El 14 de enero de 2013 se confirma su fichaje a préstamo al Atlético Junior. 
En su debut oficial con el Atlético Junior, anotó 1 gol en la victoria 4 a 0 sobre el Envigado por la primera fecha del Torneo Apertura. Al finalizar el primer semestre de 2013 convirtió 32 goles, 28 de ellos por liga quedando como el botín de plata del torneo y 9 por la Copa Colombia siendo de las figuras más destacadas a pesar del mal semestre que tuvo el club barranquillero al no clasificar a las semifinales del torneo apertura 2013. 
El segundo semestre del año no lo inicia bien, ya que  el nuevo técnico del Junior, Miguel Ángel López, no lo tuvo en cuenta para las 2 primeras fechas de la liga. No obstante juega el partido de ida contra Millonarios en la Copa Colombia, donde anotó los dos goles del partidos en la victoria 2 a 0 del club tiburón en el día del aniversario 89 desde su creación. En dicho encuentro salió expulsado por pelearse contra Andrés Cadavid.
En el primer semestre de 2014 Toloza no tenía equipo pero al fin fue contratado nuevamente por el Junior. Cuando llegó, poco a poco se fue ganando la titularidad. Toloza marcó 2 goles en los partidos de la final de la Torneo Apertura 2014 contra Atlético Nacional, sin embargo su equipo fue subcampeón. También marcó goles contra el Itagüí en cuartos de final.

### Independiente Medellín
Actuó para el DIM en el segundo semestre de 2017, aportando seis goles.

### Deportivo Pasto
El 6 de enero de 2018 se anuncia su vinculación con el Deportivo Pasto.
En abril de 2018 el jugador y junto a otro compañero fue separado del primer plantel del club por actos de indisciplina tras finalizar el partido ante Atlético Bucaramanga correspondiente a la fecha 13 de la Liga Águila.

## Estadísticas
Estadísticas hasta el 3 de diciembre de 2021.
| Deportivo Pereira · Colombia                                                                                                |               |               |     |     |    |    |    |    |     |     |
| 1ª | 2006          | 6             | 0   | —   | —  | —  | —  | 6  | 0   |     |
| 1ª | 2009-l        | 13            | 2   | —   | —  | —  | —  | 13 | 2   |     |
| Total club | Total club    | 19            | 2   | 0   | 0  | 0  | 0  | 19 | 2   |     |
| Deportes Quindío · Colombia                                                                                                 |               |               |     |     |    |    |    |    |     |     |
| 1ª | 2007          | 34            | 13  | —   | —  | —  | —  | 34 | 13  |     |
| Total club | Total club    | 34            | 13  | 0   | 0  | 0  | 0  | 34 | 13  |     |
| Santa Fe · Colombia | 1ª            | 2008          | 36  | 3   | —  | —  | —  | —  | 36  | 3   |
| Santa Fe · Colombia | Total club    | Total club    | 36  | 3   | 0  | 0  | 0  | 0  | 36  | 3   |
| América de Cali · Colombia                                                                                                  | 1ª            | 2009-ll       | 13  | 3   | 1  | 1  | —  | —  | 14  | 4   |
| América de Cali · Colombia                                                                                                  | 1ª            | 2010          | 20  | 4   | 4  | 4  | —  | —  | 24  | 8   |
| América de Cali · Colombia                                                                                                  | Total club    | Total club    | 33  | 7   | 5  | 5  | 0  | 0  | 38  | 12  |
| Millonarios · Colombia | 1ª            | 2011          | 38  | 20  | 9  | 5  | —  | —  | 47  | 25  |
| Millonarios · Colombia | Total club    | Total club    | 38  | 20  | 9  | 5  | 0  | 0  | 47  | 25  |
| Monarcas Morelia · México                                                                                                   | 1ª            | 2012-l        | 8   | 0   | —  | —  | 2  | 0  | 10  | 0   |
| Monarcas Morelia · México                                                                                                   | Total club    | Total club    | 8   | 0   | 0  | 0  | 2  | 0  | 10  | 0   |
| Puebla · México | 1ª            | 2012-ll       | 14  | 2   | 1  | 0  | —  | —  | 15  | 2   |
| Puebla · México | Total club    | Total club    | 14  | 2   | 1  | 0  | 0  | 0  | 15  | 2   |
| Junior · Colombia | 1ª            | 2013          | 36  | 15  | 3  | 4  | —  | —  | 39  | 19  |
| Junior · Colombia | 1ª            | 2014-l        | 16  | 7   | 3  | 1  | —  | —  | 19  | 8   |
| Junior · Colombia | 1ª            | 2015          | 30  | 8   | 6  | 1  | 1  | 0  | 37  | 9   |
| Junior · Colombia | 1ª            | 2016          | 29  | 4   | 5  | 1  | 7  | 2  | 41  | 7   |
| Junior · Colombia | 1ª            | 2017-I        | 19  | 6   | —  | —  | 3  | 0  | 22  | 6   |
| Junior · Colombia | Total club    | Total club    | 130 | 40  | 17 | 7  | 11 | 2  | 158 | 49  |
| Jiangsu Suning China | 1ª            | 2014-II       | 14  | 2   | —  | —  | —  | —  | 14  | 2   |
| Jiangsu Suning China | Total club    | Total club    | 14  | 2   | 0  | 0  | 0  | 0  | 14  | 2   |
| Independiente Medellín · Colombia                                                                                           | 1ª            | 2017-II       | 16  | 4   | 6  | 0  | 2  | 1  | 24  | 5   |
| Independiente Medellín · Colombia                                                                                           | Total club    | Total club    | 16  | 4   | 6  | 0  | 2  | 1  | 24  | 5   |
| Deportivo Pasto · Colombia                                                                                                  | 1ª            | 2018-I        | 17  | 5   | —  | —  | —  | —  | 17  | 5   |
| Deportivo Pasto · Colombia                                                                                                  | Total club    | Total club    | 17  | 5   | 0  | 0  | 0  | 0  | 17  | 5   |
| Águilas Doradas · Colombia                                                                                                  | 1ª            | 2018-II       | 15  | 1   | —  | —  | —  | —  | 15  | 1   |
| Águilas Doradas · Colombia                                                                                                  | Total club    | Total club    | 15  | 1   | 0  | 0  | 0  | 0  | 15  | 1   |
| Correcaminos UAT · México                                                                                                   | 2ª            | 2019-I        | 7   | 1   | 2  | 0  | —  | —  | 9   | 1   |
| Correcaminos UAT · México                                                                                                   | Total club    | Total club    | 7   | 1   | 2  | 0  | 0  | 0  | 9   | 1   |
| Jaguares de Córdoba · Colombia                                                                                              | 1ª            | 2019-II       | 4   | 0   | —  | —  | —  | —  | 4   | 0   |
| Jaguares de Córdoba · Colombia                                                                                              | Total club    | Total club    | 4   | 0   | 0  | 0  | 0  | 0  | 4   | 0   |
| Boca Juniors de Cali · Colombia                                                                                             | 2ª            | 2021          | 13  | 0   | 5  | 2  | —  | —  | 18  | 2   |
| Boca Juniors de Cali · Colombia                                                                                             | Total club    | Total club    | 13  | 0   | 5  | 2  | 0  | 0  | 18  | 2   |
| Total carrera | Total carrera | Total carrera | 398 | 100 | 45 | 19 | 15 | 3  | 458 | 121 |
| (1) Incluye datos de la Copa Colombia . (2) Incluye datos de Copa Libertadores. (3) No incluye goles en partidos amistosos. |               |               |     |     |    |    |    |    |     |     |

## Palmarés

### Campeonatos nacionales
| Título        | Club        | País     | Año  |
| ------------- | ----------- | -------- | ---- |
| Copa Colombia | Millonarios | Colombia | 2011 |
| Copa Colombia | Junior      | Colombia | 2015 |